# 上海虹口足球場
上海虹口足球場(シャンハイ-こうこう-そくきゅうじょう、簡体字中国語: 上海虹口足球场）は、中華人民共和国上海市虹口区魯迅公園内に位置する球技専用の競技場。同地にあった虹口体育場を改築する形で、1999年に完成した。
中国サッカー・スーパーリーグ（中国超級聯賽、国内リーグ1部に相当）に所属する上海申花のホームスタジアムとして使用されている。また、2007 FIFA女子ワールドカップ決勝戦の会場にも指定された。

## 概要
- 座席数：35,000（屋根付き）
- ピッチ：長さ106m×幅68m
- 交通：上海軌道交通3号線、上海軌道交通8号線虹口足球場駅下車すぐ